# تاكو ميكي
تاكو ميكي (باليابانية: 三木卓) (13 مايو 1935، طوكيو في اليابان)؛ شاعر، مترجم، كاتب وروائي ياباني. درس في جامعة واسيدا.

## الجوائز
- جائزة أكوتاغاوا